# Pentatlo moderno nos Jogos Pan-Americanos de 2023 - Revezamento masculino
A competição do revezamento masculino do pentatlo moderno nos Jogos Pan-Americanos de 2023 foi disputada em 27 de outubro de 2023 na Escola Militar, em Las Condes. Um total de 24 pentatletas de 12 Comitês Olímpicos Nacionais (CON) participaram do evento.

## Calendário
Horário local (UTC−3).
| Data          | Hora  | Fase                           |
| ------------- | ----- | ------------------------------ |
| 27 de outubro | 11:00 | Esgrima – Fase de ranqueamento |
| 27 de outubro | 14:30 | Equitação                      |
| 27 de outubro | 15:15 | Esgrima – Fase de bônus        |
| 27 de outubro | 16:00 | Natação                        |
| 27 de outubro | 16:30 | Laser run (corrida+tiro)       |

## Medalhistas
| Ouro   | MEX Duilio Carrillo e Emiliano Hernández |
| Prata  | USA Tristan Bell e Brendan Anderson      |
| Bronze | ECU Bayardo Naranjo e Andrés Torres      |

## Resultados
A competição foi realizada em um único dia até a definição dos medalhistas.
| Pos.              | Pentatletas                        | CON                                 | Equitação Tempo (Pts.) | Esgrima Vitórias ER+EB (Pts.) | Natação Tempo (Pts.) | Laser run Tempo (Pts.) | Total |
| ----------------- | ---------------------------------- | ----------------------------------- | ---------------------- | ----------------------------- | -------------------- | ---------------------- | ----- |
| Medalha de ouro   | Duilio Carrillo Emiliano Hernández | MEX México                          | 142.40 (257)           | 22+6 (232)                    | 1:58.83 (313)        | 11:29 (611)            | 1413  |
| Medalha de prata  | Tristen Bell Brendan Anderson      | USA Estados Unidos                  | 117.00 (283)           | 21+0 (222)                    | 2:01.07 (308)        | 11:56 (584)            | 1397  |
| Medalha de bronze | Bayardo Naranjo Andrés Torres      | ECU Equador                         | 117.00 (279)           | 19+8 (222)                    | 1:54.47 (322)        | 12:07 (573)            | 1396  |
| 4                 | Martín Gajardo Esteban Bustos      | CHI Chile                           | 139.00 (267)           | 25+0 (238)                    | 1:58.32 (314)        | 12:31 (549)            | 1368  |
| 5                 | Franco Serrano Sergio Villamayor   | ARG Argentina                       | 144.00 (252)           | 16+4 (206)                    | 2:01.53 (307)        | 11:48 (592)            | 1357  |
| 6                 | Lester Ders Marcos Antonio Rojas   | CUB Cuba                            | 128.00 (275)           | 16+0 (202)                    | 1:54.00 (322)        | 12:42 (538)            | 1337  |
| 7                 | Yicxon Pérez Albert Rivas          | VEN Venezuela                       | 161.00 (252)           | 24+0 (234)                    | 2:03.82 (303)        | 13:02 (518)            | 1307  |
| 8                 | Robert Bonomo Quinn Schulz         | CAN Canadá                          | 144.00 (218)           | 19+0 (214)                    | 1:52.85 (325)        | 13:24 (496)            | 1253  |
| 9                 | Juan Ochoa Andrés Fernández        | EAI Equipe de Atletas Independentes | EL (0)                 | 21+2 (224)                    | 1:54.38 (322)        | 11:48 (592)            | 1138  |
| 10                | Gabriel Sasaqui Danilo Fagundes    | BRA Brasil                          | EL (0)                 | 20+0 (218)                    | 2:01.77 (307)        | 12:07 (573)            | 1098  |
| 11                | Santiago Bedia Jair Samamé         | PER Peru                            | EL (0)                 | 13+0 (190)                    | 2:07.93 (295)        | 13:20 (500)            | 985   |
| 12                | Brayan Almonte Gabriel Domínguez   | DOM República Dominicana            | DNS (0)                | DNS (0)                       | DNS (0)              | DNS (0)                | 0     |